# 5338 Michelblanc
5338 Michelblanc este o planetă minoră (asteroid) din centura de asteroizi. A fost descoperită pe 13 septembrie 1991 la Observatorul Palomar de Henry E. Holt și a fost numită după Michel Blanc⁠(d). 
Obiectul prezintă o orbită caracterizată de o semiaxă mare de 2,8730477 UAi, o excentricitate de 0,07, o înclinație de 3,35781 ° în raport cu ecliptica.